# حلاب
الحلاب إناء يسع حلبة ناقة. وهو مكيال إسلامي يستعمل في الكيل أثناء العصور الإسلامية. ويقال له أيضا «محلب» بكسر الميم أوله وهو الإناء الذي يحلب فيه اللبن، وجمعه محالب.

## المصدر
عن كتاب حقيقة الدينار والدرهم والصاع والمد لأبي العباس أحمد العزفي السبتي